# 1999 CY53
1999 CY53 är en asteroid i huvudbältet som upptäcktes den 10 februari 1999 av LINEAR i Socorro County, New Mexico.
Asteroiden har en diameter på ungefär 10 kilometer och den tillhör asteroidgruppen Themis.